# Prefectura de Moyen-Chari
Moyen-Chari fue una de las 14 prefecturas de Chad. Ubicada en el sur del país, Moyen-Chari cubría un área de 45 180 kilómetros cuadrados y tenía una población de 738 595 en 1993. Su capital era Sarh.
Se encontraba dividida en las subprefecturas de Koumra, Kyabé, Maro, Moïssala y Sarh.